# دینش لوکاچ (سرهنگ)
دینش لوکاچ ( مجاری: Dénes Lukács؛ ۱۸۱۶ – ۱ آوریل ۱۸۶۸) فرد نظامی ارمنی‌تبار اهل مجارستان با درجه سرهنگ دوم بود که سمت فرماندهی توپخانه ارتش مجارستان را برعهده داشت.

## زندگی‌نامه
وی در ۱۸۱۶ در اورادئا به دنیا آمد . وی در ۱ آوریل ۱۸۶۸ در سن ۵۲ سالگی در نادودوار درگذشت